# Dauphiné
Dauphiné (ejtsd: [dofi'ne])  Franciaország egyik történelmi régiója az ország délkeleti részén, amelynek területe nagyjából megfelelt a jelenlegi Isère, Drôme és Hautes-Alpes megyéknek.
A székhelye Grenoble; más jelentősebb városok pedig Vienne, Valence, Montélimar, Gap és Romans-sur-Isère voltak.
Franciaország legfestőibb részeihez tartozik; ásványi anyagokban gazdag; a mezőgazdasága a gabonakenyér, bor, kender, eperfa, selyemtermesztésre épült.

## Története
A római korszak előtt allobrogok, graioceles, segalaunés, voconces, tricatini, cavares és más kisebb gall törzsek lakták.
A népvándorlás után Burgundiának volt alkotó része.  Ez azonban csakhamar kis fejedelemségekre oszlott, amelyek a német császár fensőségét ismerték el. Köztük a leghatalmasabbak voltak Albon grófjai, akik mind a Guy nevet viselték. Közülük a nyolcadik (megh. 1149.) fölvette a Dauphin nevet, IX. Guy pedig megszerezvén 1160-ban a Vienne grófságot is, a dauphin de Viennois címet.
II. Humbert 1349-ben VI. Fülöp francia királynak adta el a régiót, amely akkor kisebb volt, mint a 18. században.
A százéves háború kezdetén így Dauphiné belépett a Francia Királyságba. 
A megállapodás ellenére, amellyel Franciaországhoz csatolták, fokozatosan elvesztette szabadságainak nagy részét, és fokozatosan egyesült Franciaországgal.
A királyság többi részéhez hasonlóan az 1348-as fekete halál pestisjárvány sújtotta és helytől függően három-négy évszázadra volt szükség ahhoz, hogy visszanyerje a korábbi demográfiai súlyát.
A 16. században a protestantizmus itt is hamar elterjedt és ezért a nantesi ediktum visszavonása után sokat kellett a népnek szenvednie.
1788-ban a vizillei tartományi rendek proklamálták először azon elveket, amelyeket az 1789. évi párizsi forradalom juttatott érvényre.